# C/1911 N1 Kiess
La Cometa Kiess, formalmente indicata C/1911 N1 Kiess, è una cometa a lunghissimo periodo, classificata di conseguenza come non periodica.
La cometa è nota soprattutto per essere il corpo progenitore dello sciame meteorico delle Alfa Aurigidi. La cometa ha una MOID con la Terra di sole 0,002766 UA. Già pochi mesi dopo la sua scoperta fu notato che i suoi elementi orbitali erano simili a quelli della cometa non periodica C/1790 A1 Herschel, scoperta da Caroline Lucretia Herschel, sorella di William Herschel; l'idea che le due comete fossero in realtà uno stesso oggetto è rimasta a livello di ipotesi non confermata.